# Střelice (ort i Tjeckien, Södra Mähren, lat 48,99, long 15,98)
Střelice är en ort i Tjeckien.   Den ligger i regionen Södra Mähren, i den sydöstra delen av landet, 170 km sydost om huvudstaden Prag. Střelice ligger 320 meter över havet och antalet invånare är 152.
Terrängen runt Střelice är huvudsakligen platt. Střelice ligger nere i en dal. Runt Střelice är det ganska glesbefolkat, med 42 invånare per kvadratkilometer. Närmaste större samhälle är Znojmo, 16,1 km söder om Střelice. Trakten runt Střelice består till största delen av jordbruksmark.